# Journal of Medical Biography
Journal of Medical Biography – brytyjskie czasopismo, publikujące prace biograficzne z dziedziny historii medycyny. Indeksowane w bazie MEDLINE i Index medicus.